# Tokonoma

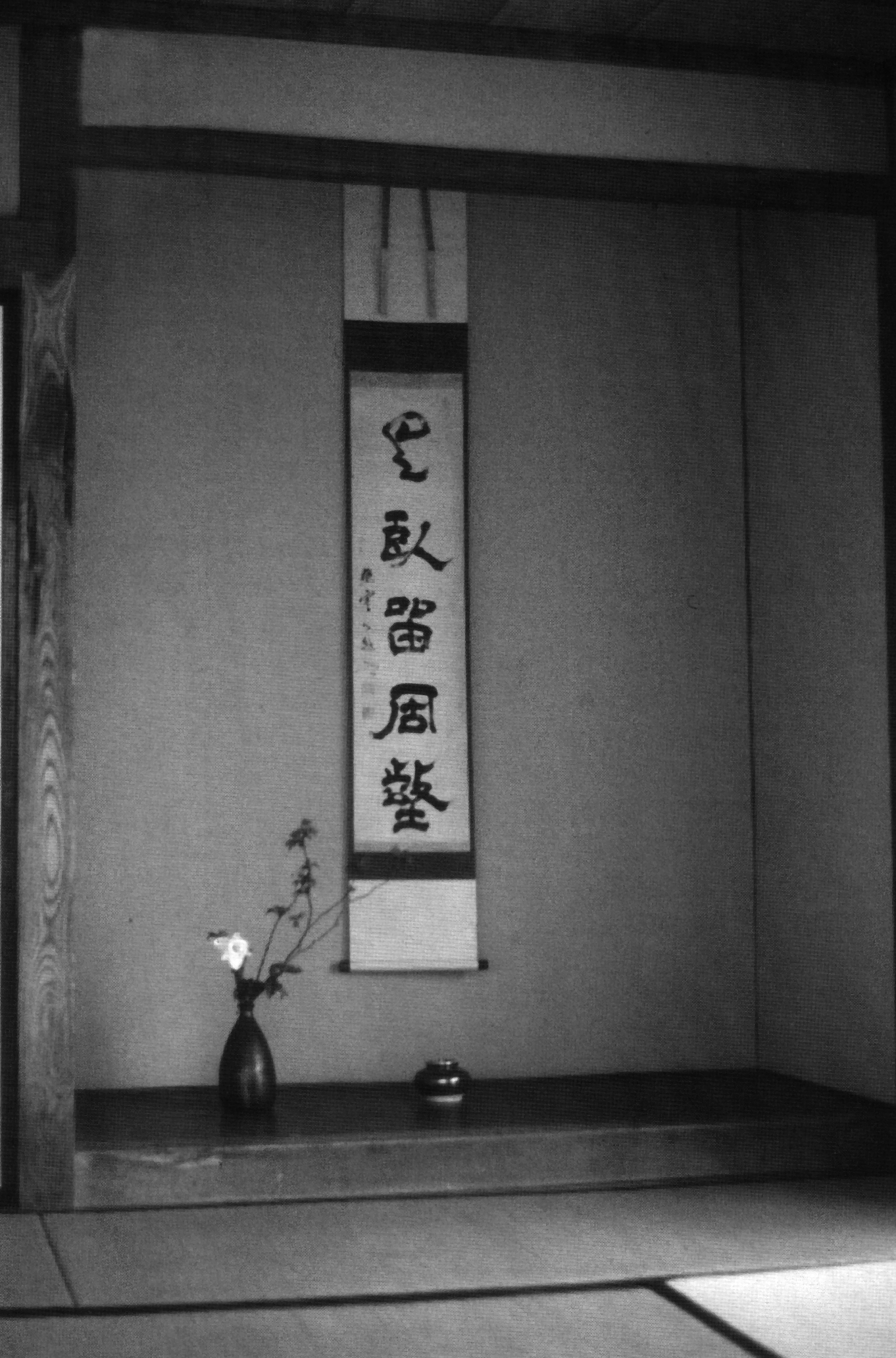
Tokonoma v Japonsku

Tokonoma (nebo jen toko-no-ma ) nebo jednoduše toko (床), je zapuštěný výklenek ve stěně přijímací místnosti v japonském stylu, kde se vystavují aranžované květiny i umělecké předměty, například malby a keramiky. Nepoužívané předměty se v přijímací místnosti neskladují, takže tokonoma je ústředním bodem interiéru. Nachází se téměř v každém japonském domě, zejména na venkově, a jeho podoba závisí na jednotlivých buddhistických školách.

## Původ
Vzhled tohoto architektonického prvku, který vznikl v období Kamakura (1192–1333), se vyvinul ze soukromého oltáře (bucudan) v domech zenových buddhistických kněží. Bucudan byl výklenek s úzkým dřevěným stolem, s kadidlovým hořákem, votivními svíčkami a květinovými nádobami umístěnými před buddhistickým svitkem pověšeným na zdi. Ve své adaptaci na japonský dům se používá výhradně pro vystavování uměleckých předmětů.
Bucudan, přepisováno latinkou také jako butsudan nebo butudan (仏 壇, doslovně „buddhistický oltář“), je domácí svatyně, běžná v chrámech a domovech v japonských buddhistických kulturách. Bucudan je buď určitý, často ozdobený podstavec, nebo prostě dřevěná skříňka, někdy opatřená dveřmi, které uzavírají a chrání posvátný gohonzon nebo náboženskou ikonu, typicky sochu či obraz Buddhy nebo bódhisattvy, nebo kaligrafické svitky s mandalou.